# 木村象雷
木村 象雷（きむら しょうらい、1908年（明治41年）2月7日 - 1986年（昭和61年）1月26日）は、昭和時代の競泳選手、スポーツジャーナリスト。選手としては1928年アムステルダムオリンピックに出場。ジャーナリストとしては第二次世界大戦をまたいでオリンピック5大会の取材に当たり、『サンケイスポーツ』の創刊に携わった。

## 経歴
岡山県美作地方（現在の勝田郡勝央町）出身。おじに文学者の木村毅がいる。
京都市の同志社中学（現在の同志社中学校・高等学校）に学ぶ。水泳は大日本武徳会遊泳部（のちの京都踏水会）で習得したという。
早稲田大学に入学。大学在学中、1928年アムステルダムオリンピックに競泳日本代表として男子100m背泳ぎに出場したが予選落ちに終わった。
大学卒業後は同盟通信（のちの共同通信）に入社。1936年ベルリンオリンピックでは特派員として報道に携わる。帰国後、朝日新聞社に移る。第二次世界大戦中は兵役を務め、復員後は函館新報、スポーツニッポンを経て、産業経済新聞社に入社した。
産業経済新聞社では、大阪本社運動部長を務める。1955年にはスポーツ専門紙『サンケイスポーツ』の創刊に、実質上の責任者として携わった。定年退職後、1964年東京オリンピックではフリーランスとして取材を行い、これを最後に記者業を引退した。

## 著作
- （高石勝男と共著）『水泳日本』改造社、1934年。
- 『世紀のオリンピック : アテネから東京へ』山海堂、1963年。